# Synagoga w Siedlcach
Synagoga w Siedlcach – nieistniejąca synagoga znajdująca się w Siedlcach przy ówczesnej ul. Warszawskiej (dzisiejsza ul. Józefa Piłsudskiego).
Synagoga została zbudowana w latach 1856–1859, na miejscu pierwszej drewnianej synagogi, która spłonęła w 1851. Kolejny pożar miał miejsce w 1870, w wyniku którego zniszczeniu uległ dach i aron ha-kodesz. Ostatecznie odbudowę synagogi dokończono w 1876.
Podczas II wojny światowej, w nocy z 24 na 25 grudnia 1939, hitlerowcy spalili synagogę. W pożarze zginął ratujący zwoje Tory Pincze Stacha z ul. Floriańskiej 7, któremu okupanci nie pozwolili na opuszczenie budynku. Po zakończeniu wojny nie została odbudowana.
Obecnie w tym miejscu znajduje się łącznik pomiędzy budynkiem Starostwa Powiatowego przy ul. Józefa Piłsudskiego 38 a budynkiem przy ul. Berka Joselewicza 3.